# 布拉德·埃爾斯沃斯
布拉德·埃爾斯沃斯（Brad Ellsworth；1958年9月11日—）是美國的一位政治人物。在2007年至2011年，他是印第安納州第8選舉區選出的美國眾議院議員。他的黨籍是民主黨。2010年，他曾經代表民主黨參加參議員選舉選舉，但不敵丹·科茨。